# Abbotsford House
Abbotsford är ett gods vid floden Tweed nära staden Melrose i Skottland, uppfört år 1820 av den kände romanförfattaren Walter Scott i medeltidsstil. På slottet förvaras fortfarande rika konstsamlingar och hans efterlämnade papper, och visningar anordnas.